# Cordia nashii
Cordia nashii là loài thực vật có hoa trong họ Mồ hôi. Loài này được Urb. & Britton mô tả khoa học đầu tiên năm 1908.